# JBL
JBL (укр. Джей Бі Ель, від імені James Bullough Lansing (Джеймс Буллоу Лансінг)) — американська компанія, що виготовляє акустичну аудіотехніку. Входить до складу об'єднання «Harman International Industries», що охоплює численні компанії з виробництва аудіотехніки. Продукція JBL — акустичні системи високого класу і супутня їм електроніка. Існує два підрозділи цієї компанії: «JBL Consumer» і «JBL Professional». Перша з них виробляє аудіотехніку для домашнього використання, друга — професійне обладнання для студій звукозапису, звукорежисерів, діджеїв і т. ін.

## Історія
Компанія була заснована Джеймсом Буллоу Лансінгом в 1946 році після його виходу з раніше організованої компанії «Altec Lansing» в 1945. Він спочатку розробив серію динамічних головок і супутніх елементів, які стали використовуватися в домашніх умовах і для кінотеатрів. Джеймсом Лансінг був створений знаменитий гучномовець D130, який залишався популярним майже 55 років після свого створення.
Джеймс Лансінг вважався висококласним інженером, але нікудишнім бізнесменом. Протягом наступних трьох років Лансінгу було важко оплачувати рахунки та перевозити продукцію. В результаті погіршення умов бізнесу та особистих проблем, він покінчив життя самогубством 4 вересня 1949 року. Після його смерті компанія передалася в руки Білла Томаса — тодішнього віцепрезидента JBL. Томас виявився людиною більш підприємливою, що забезпечило ріст і розвиток компанії JBL у наступні два десятиліття. За цей період JBL отримала репутацію виробника високоякісних акустичних систем для домашнього використання.
Дві акустичні системи того періоду «Hartsfield» і «Paragon» мали великий попит на своєму ринку.
У 1966 році компанія презентувала новий транзисторний підсилювач SA600, розробником якого був Барт Локанті. В цьому підсилювачі було вперше реалізоване досить прогресивне схемотехнічне рішення вихідного каскаду з використанням комплементарних пар вихідних транзисторів, технічний опис Локанті опубліковав в науковій статті в січні 1967 року.  
У 1969 році Томас продав JBL компанії «Jervis Corporation» (пізніше змінили назву на «Harman International Industries»). До 1970 JBL стає справжнім народним брендом. Їх акустична система L-100 стала однією з найбільш продаваних в ту пору. З 1970 ж року JBL починає випускати ряд моделей професійних «моніторів» і до кінця цього десятиліття більшість американських студій звукозапису використовували акустику JBL. Акустичні системи JBL L-100 і «монітори» 4310 стали найпопулярнішими системами. У 1980 роках JBL L-100, 4312 і багато інших були замінені на акустичні системи з головками зробленими з більш сучасних матеріалів — багатошаровий композит для низькочастотних головок і титановий випромінювач для головок високочастотних. З'явилися моделі L-80T, L-100T, L-120T і знаменита L-250ti. Для тестування динамічних головок, компанія JBL переїхала в Нортрідж, де використовувала особливі звукопоглинальні приміщення.
Наступні два десятиліття зосереджує своє виробництво на масовий ринок (серія акустичних систем «Northridge»). Водночас вони починають виробництво великих High-end систем серії «Everest» і «К2». JBL по праву стає провідним постачальником акустичних систем для звукової індустрії, їх гучномовцями користуються відомі рок-виконавці у своїх турне, без JBL немислимий жоден відомий музичний фестиваль. Продукція JBL послужила основою для розробки стандарту THX, що використовується для озвучування в системах домашніх кінотеатрів. Крім того, акустичні системи JBL використовуються у провідних автовиробників світу.